# Антонов, Фёдор Васильевич
Фёдор Васильевич Антонов (1904—1994) — русский и советский живописец, график, художник по тканям. Педагог, профессор (с 1957). Заслуженный художник РСФСР (1966), Народный художник РСФСР (1975).

## Биография
Учился живописи в 1916—1921 гг. в Тамбовском художественном техникуме — Государственных свободных художественных мастерских у Н. М. Шевченко, в 1922—1929 гг. во Вхутемасе — позднее во ВХУТЕИНе в Москве на живописном и текстильном факультетах у А. Е. Архипова, Д. А. Щербиновского, С. В. Герасимова. 

«Посещал с удовольствием выступления Маяковского, встречался с Есениным, бывал у Гиляровского, знал Нестерова, Куприна, Петрова-Водкина, Кончаловского, работал с Мейерхольдом, дружил с Дейнекой»,
 — вспоминал сам художник.
Во время учёбы с 1925 года создавал рисунки для тканей и обоев (с 1927).
Член ОМАХРР (Объединение молодёжи Ассоциации художников революционной России).
Жена — Любовь Николаевна Силич (1907—1991), театральный художник.
Умер в 1994 в Москве. Похоронен на Ваганьковском кладбище.

## Творчество
Автор пейзажей, портретов, тематических композиций.
В конце 1920-х — начале 1930-х гг. неоднократно отправлялся в творческие командировки, побывал в Средней Азии, Кавказе, на предприятии Грозного, в Крыму. В 1931 году участвовал в создании панно «Рабочий посёлок» по эскизу А. А. Дейнеки для здания Наркомзема в Москве.
С 1928 года — участник выставок (1-я выставка ОМАХХР в Москве). Член Общества станковистов (1927—1932), а после распада этого общества, в 1932 году вошёл в «Изобригаду», тогда же стал членом Московского союза художников. Экспонировал свои работы на выставках: «Бытовой советский текстиль» (1928), «Искусство в массы» (1929; АХР), отчетных работ художников, командированных в районы индустриального и колхозного строительства (1931, 1932), монументально-живописных панно (1932) в Москве, «Художники РСФСР за XV лет» в Ленинграде, Москве (1932—1934), выставках советского искусства в Японии, Швеции, Дании, Болгарии, Германии и других. В 1934, 1954, 1964 годах состоялись его персональные выставки в Москве.
Излюбленными темами творчества Фёдора Антонова стали жизнь и быт советской молодежи, индустриальный подъём развивающегося советского государства: «Чаква» (1929) (находится в ГТГ), «Дети. Грознефть» (1931), «Выходной день» (1931), «Самолёт» (1932), «Колхозные ясли» (1934), «Отдых колхозной молодежи» (1935), «Теннисистка» (1935), «Свадьба в рабочей семье» (1937), «Признание», (1945), «Лыжники» (1947).
В годы Великой Отечественной войны художник создал портреты героев Советского Союза И. Шумилова, И. Заболотного, У. Громовой, живописную картину о военных лётчиках — «Три ивана» (1942). Тогда же создал плакаты отличающиеся простотой и непосредственностью изобразительных средств. Эти листы, скорее, близки станковым картинам, с той лишь разницей, что внизу изображения присутствовал яркий лозунг-призыв («Сын мой! Ты видишь долю мою… . Громи фашистов в святом бою!» 1942, «Я хочу жить!» 1943, «Слава советским матерям!» 1944, «Спасибо Красной Армии — освободительнице!» 1945). Участвовал в выпуске трафаретных «Окон ТАСС» («Будьте все настороже!» № 736, «Маша и Наташа» № 745, «Боевой наказ отца» № 824 и другие).

## Избранные произведения
- «Выходной день» (1931),
- «Новый быт» (1932),
- «Портрет в красном» (1932),
- «Любовь» (1933),
- «Колхозные ясли» (1934),
- «Отдых колхозной молодежи» (1935),
- «Свадьба в рабочей семье» (1938),
- «Чаква. На чайной плантации. (Сбор чая в Абхазии)»,
- цикл рисунков «Отечественная война» (1940-е гг.)

Произведения Ф. Антонова хранятся во многих музейных собраниях, в том числе в Государственной Третьяковской галерее, Государственном Русском музее, Пермской государственной художественной галерее, Луганском областном художественном музее, многочисленных частных коллекциях.
Педагог. В 1948—1952 гг. преподавал в Московском институте прикладного и декоративного искусства, с 1953 года — в Московском текстильном институте.

## Награды
- Гран-при на Международном конкурсе текстильщиков в Италии за эскизы галстучной ткани (1927).
- Заслуженный художник РСФСР (1966).
- Народный художник РСФСР (1975).